# ジュリー・ニューマー
ジュリー・ニューマー（Julie Newmar、出生名ジュリア・シャーリーン・ニューメイヤー (Julia Chalene Newmeyer)、1933年8月16日 - ）は、カリフォルニア州ロサンゼルス出身のアメリカ合衆国の女優・ダンサー・歌手。テレビシリーズ『バットマン』のキャットウーマン（日本ではミス・キャット）役で最も知られている。

## 前半生
ジュリー・ニューマーは、ドン、ヘレン・ジェズマー・ニューメイヤー夫妻の3人の子供の長子として生まれた。父親はロサンゼルスシティカレッジの体育学部の学部長で、1920年代にはプロのアメリカンフットボーラーであった。弟のジョン・ニューメイヤーはハーバード大学出身のPh.D.で、サンフランシスコに拠点を置く疫学者、著作家、ナパバレーのワインメーカーである。
ニューマーは『Slaves of Babylon』（1953年）で「ダンサー/暗殺者」を、『Serpent of the Nile』（1953年）で金のペンキで覆われた「金色の女性」を演じた（いずれもジュリー・ニューメイヤー名義）。また『バンド・ワゴン』（1953年）や『ディミトリアスと闘士 (Demetrius and the Gladiators)』（1954年）などの映画の中で踊った（いずれもクレジットはされず）。ユニバーサル・スタジオの振付師、ダンサーとしても働いていた。

## キャリア

### 舞台・映画
彼女が初めて重要な役を演じたのは『掠奪された七人の花嫁』（1954年）であった（ジュリー・ニューメイヤー名義）。1956年、新聞連載漫画を原作とするブロードウェイミュージカル『リル・アブナー (Li'l Abner)』に脚線美の「ステューピファイン・ジョーンズ (Stupefyin' Jones)」役で出演し、1959年の映画版でも再びこの役を演じた。また低予算コメディ映画『The Rookie』（1959年）のヒロイン役も務めた。その他にも1969年の『マッケンナの黄金 (Mackenna's Gold)』など数作に出演。テレビ出演を専らとした1970年代を経て、1980年代以降は低予算の映画に出演している。1995年の映画『3人のエンジェル (To Wong Foo, Thanks for Everything! Julie Newmar)』はニューマーに対し敬意を表した。ニューマーはラスト近くに本人役でカメオ出演している。
ニューマーがブロードウェイ初舞台を踏んだのは1955年、ヒルデガルト・クネフとドン・アメチー (Don Ameche) が主演した『Silk Stockings』だった。1959年にはシャルル・ボワイエとクローデット・コルベールが主演した舞台『The Marriage-Go-Round』におけるスウェーデン人の狡猾な女性の演技により、トニー賞演劇助演女優賞を獲得した。後に彼女はジョエル・グレイと共に『Stop the World – I Want to Get Off』の全国ツアーの舞台に立った。また『くたばれ!ヤンキース』のローラや『あなただけ今晩は (Irma La Douce)』のイルマを演じた。

### テレビ

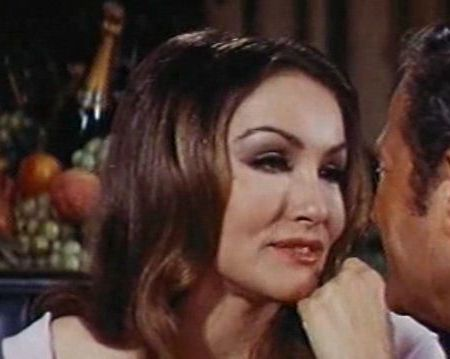
1969年『The Maltese Bippy』予告編より

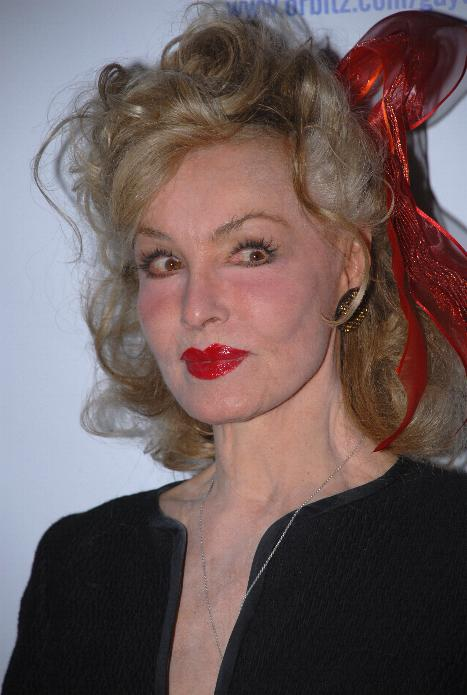
2007年12月

ニューマーの名声は主にテレビ出演によるものである。『My Living Doll』（1964年-65年）で「ガイノイドのローダ (Rhoda)」を演じ、1966年-67年の『バットマン』では当たり役のキャットウーマン（ミス・キャット）を繰り返し演じた（1966年の映画版はリー・メリウェザー (Lee Meriwether) が演じ、テレビ版最終シーズンはアーサ・キット (Eartha Kitt) が演じた）。
1962年、『ルート66』のアリゾナ州ツーソンで撮影されたエピソード「How Much a Pound is Albatross」とテネシー州で撮影された「Give the Old Cat a Tender Mouse」の2度、ライダーで自由人の資産家ヴィッキー・ラッセル役で登場した。また『トワイライト・ゾーン』、『F Troop』、『The Beverly Hillbillies』、『それ行けスマート』にもゲスト出演。1967年には『モンキーズ』の「ブロークン・ハート (Monkees Get Out More Dirt)』の回にエイプリル・コンクエスト役でゲスト出演、『宇宙大作戦』の「宿敵クリンゴンの出現 (Friday's Child)」では妊娠したプリンセスを演じた。1970年代には『刑事コロンボ』や『地上最強の美女バイオニック・ジェミー』にゲスト出演している。
その後も『The Love Boat』、『Buck Rogers in the 25th Century』、『探偵ハート&ハート』、『白バイ野郎ジョン&パンチ』、『Fantasy Island』にゲスト出演した。1996年には『メルローズ・プレイス』の1エピソードに彼女自身の役で登場した。
2003年、テレビ映画『バットマン&ロビン ザ・リターン (Return to the Batcave: The Misadventures of Adam and Burt)』 にかつての共演者アダム・ウェスト、バート・ウォード、フランク・ゴーシン (Frank Gorshin) やリー・メリウェザーと共に本人として出演、昔のテレビシリーズの回想場面ではジュリア・ローズ (Julia Rose) がニューマーを演じた。

### その他
ニューマーはエリザベス・ジョーダンがプレイメイトとなったPLAYBOY誌1968年5月号のグラビアページに登場した。
1992年、ジョージ・マイケルの「Too Funky」のミュージック・ビデオに出演している。
ファッションデザイナー、ティエリー・ミュグレーはパリで開催した自身の20周年記念ファッションショーでニューマーをモデルに選んだ。

### 実業家として
ニューマーはアメリカの特許を3つ取得している。「たるんだヒップの形を整えるバンド付のパンティーストッキング」に関する3,914,799番と4,003,094番、及びブラジャーに関する3,935,865番である。ニューマーは1980年代からロサンゼルスの不動産に投資している。ある女性誌は「ニューマーはロサンゼルスのラ・ブレア・アベニューとフェアファクス・アベニュー近隣の不動産価値を高める役割を果たした。」と書いている。

## 私生活
1950年代初めに作家のルイス・ラムーア(Louis L'Amour)と短期間婚約、1977年8月5日に弁護士のJ・ホルト・スミス (J. Holt Smith) と結婚したが1984年に離婚。ジョン・ジュール・スミス (John Jewl Smith) という聴覚障害のあるダウン症候群の子供が1人いる。
隣人であるジェームズ・ベルーシとの法廷闘争は、ベルーシが自身のシットコム番組『According to Jim』の、この確執をからかったエピソード「Grumpy Guy」で共演するよう誘った事で友好的に終わった。熱心なガーデナーであるニューマーはロサンゼルス市議会で少なくとも一時的にでもリーフブロワー（落ち葉をノズルからの空気の勢いで拭き飛ばす園芸用具）の禁止を求める発議をした。
2008年、ニューマーはシャルコー・マリー・トゥース病と診断された。これは著作家としての経歴を開始するきっかけとなり、3冊の本の執筆に取り組んだ。

## 出演映画
- 1952年：『Just for You』
- 1953年：『Serpent of the Nile』
- 1953年：『バンド・ワゴン』 The Band Wagon
- 1953年：『Slaves of Babylon』
- 1954年：『ディミトリアスと闘士』 Demetrius and the Gladiators
- 1954年：『掠奪された七人の花嫁』 Seven Brides for Seven Brothers
- 1959年：『リル・アブナー』 Li'l Abner
- 1959年：『The Rookie』
- 1961年：『The Marriage-Go-Round』
- 1963年：『恋のクレジット』 For Love or Money
- 1969年：『マッケンナの黄金』 Mackenna's Gold
- 1969年：『The Maltese Bippy』
- 1970年：『Mother』
- 1983年：『新・ハロウィン』 Hysterical
- 1984年：『Love Scenes』
- 1985年：『ストリート・ガールU.S.A.』 Streetwalkin'
- 1985年：『スペース・デビル』 Evils of the Night
- 1987年：『エイリアン・スペース』 Deep Space
- 1988年：『Nudity Required』
- 1988年：『Body Beat』
- 1989年：『ロボ・ウーマン』 Cyber-C.H.I.C.
- 1990年：『ゴースト・ラブ』 Ghosts Can't Do It
- 1994年：『スペース・リザード3001/宇宙の極道蜥蜴』 Oblivion
- 1995年：『3人のエンジェル』 To Wong Foo, Thanks for Everything! Julie Newmar （カメオ出演）
- 1996年：『Oblivion 2: Backlash』
- 1999年：『ノーエスケープ』 If... Dog... Rabbit...

## テレビ出演
- 『The Phil Silvers Show』 （1957年、ゲスト出演）
- 『ルート66』（1962年、ゲスト出演）
- 『トワイライト・ゾーン』（1963年、ゲスト出演）
- 『My Living Doll』（1964年–65年）
- 『F Troop』（1966年、ゲスト出演）
- 『バットマン』（1966年）
- 『モンキーズ』（1966年、ゲスト出演）
- 『宇宙大作戦』（1966年、ゲスト出演）
- 『それ行けスマート』（1968年、ゲスト出演）
- 『スパイのライセンス』（1969年、ゲスト出演）
- 『警部マクロード』（1970年、ゲスト出演）
- 『奥さまは魔女』（1971年、ゲスト出演）
- 『The Feminist and the Fuzz』（1971年）
- 『A Very Missing Person』（1972年）
- 『Love, American Style』（1970年-72年）
- 『刑事コロンボ 二つの顔 (Doble Shock)』（1973年、ゲスト出演）
- 『Sin, American Style』（1974年、ゲスト出演）
- 『Wide World Mystery』（1975年、ゲスト出演）
- 『署長マクミラン』（1975年、ゲスト出演）
- 『地上最強の美女バイオニック・ジェミー』（1976年、ゲスト出演）
- 『Terraces』（1977年）
- 『Jason of Star Command』（1978年、ゲスト出演）
- 『Buck Rogers in the 25th Century』（1979年、ゲスト出演）
- 『The Love Boat』（1979年、ゲスト出演）
- 『The Powers of Matthew Star』（1982年、ゲスト出演）
- 『白バイ野郎ジョン&パンチ』（1982年、ゲスト出演）
- 『探偵ハート&ハート』（1983年、ゲスト出演）
- 『メルローズ・プレイス』（1996年、本人役）
- 『バットマン&ロビン ザ・リターン』（2002年）
- 『According to Jim』（2006年、ゲスト出演）
- 『バットマン:ブレイブ&ボールド』（2010年、声優としてゲスト出演）